# Берёзовка (приток Пары)
Берёзовка (Песочинка) — река в России, протекает в Рязанской области. Левый приток реки Пара.

## География
Река Берёзовка берёт начало неподалёку от деревни Екатериновка, течёт на восток по открытой местности. На реке расположены населённые пункты Екатериновка, Берёзовка, Песочня. Устье реки находится в 62 км по левому берегу реки Пара. Длина реки составляет 14 км, площадь водосборного бассейна 137 км².
Основные притоки: Соша и Проточный (левые).

## Данные водного реестра
По данным государственного водного реестра России относится к Окскому бассейновому округу, водохозяйственный участок реки — Ока от города Рязань до водомерного поста у села Копоново, без реки Проня, речной подбассейн реки — бассейны притоков Оки до впадения Мокши. Речной бассейн реки — Ока.
Код объекта в государственном водном реестре — 09010102212110000026079.